# 奥林巴斯OM-D E-M5
奥林巴斯 OM-D E-M5(简称E-M5或EM5) 于2012年2月发布，属于微4/3系统的可换镜头数码无反机型。其属于新的子系列OM-D，外形设计和命名是向奥林巴斯的35mm单反机型奥林巴斯OM系列致敬。
其继任者是于2015年2月推出的奥林巴斯 OM-D E-M5 Mark II。

## 功能
- 镁合金机身，具备耐候防水密封能力
- 感光度最高可扩展至ISO 25600
- 1600万像素(16MP) 4/3规格传感器，为来自索尼的IMX109[3] 相比之前使用的12mp传感器在低噪控制和高感表现上更为出色[4]
- 支持高清摄像，最高支持1080i@30fps，以及720p@60fps
- 无内置闪光灯，但是包装内随附了小型可拆卸闪光灯『FL-LM2』，通过热靴与AP2接口与机身连接，可作为无线触发器与E系统闪光灯联合使用
- TruePic VI 处理器
- 内置五轴防抖
- 连拍可达9FPS
- 极快的相位对焦[5]
- "实时B门" (without toggle) and "Live Time" (with toggle) bulb mode设置，可以在B门长时间曝光中由电子取景器或屏幕随时间进行刷新曝光效果，刷新率可以在0.5秒到60秒间浮动
- 约61万像素，可上下翻转的电容触摸屏，可以支持手动触摸选择对焦点并进行快门释放[6]

## 奖项与评价
2012年4月，器材类网站DPReview给予了E-M5金奖，同年末，其也票选E-M5作为年度最佳相机。
其他也高度评价E-M5作为“年度相机”的器材类站点还有photographyblog.com  以及 wirefresh. E-M5还拿下杂志Popular Photography的2012年流行奖。